# Oeloes Oest-Janski
De oeloes Oest-Janski (Jakoets: Усуйаана улууһа; Usujaana uluuha, Russisch: Усть-Янский улус; "Monding van de Jana") is een oeloes (gemeentelijk district) in het midnoorden van de Russische autonome deelrepubliek Jakoetië. Het bestuurlijk centrum is de gelijknamige nederzetting met stedelijk karakter Depoetatski, dat per weg op 2068 kilometer van Jakoetsk ligt en per vliegtuig 1025 kilometer. De bevolking bedroeg respectievelijk 41.265 en 10.009 personen bij de volkstellingen van 1989 en 2002, waarmee deze met 75,7% is gedaald in 13 jaar tijd.

## Geografie
De oeoes omvat ongeveer 120.300 km² (3 keer zo groot als Nederland) en bestaat uit de regio rond de Janabaai, de monding van de rivier de Jana, die hier in een delta via de Janabaai in de Laptevzee stroomt. Het noordelijk deel van de oeloes behoort tot het Jana-Indigirkalaagland en het zuidelijk deel is bergachtiger met de uitlopers van het Koelargebergte en de bergruggen ten noordwesten van het Tsjerskigebergte; onder andere het Selennjachgebergte en het Irgitsjinskigebergte. Ook de Momo-Selennjachvallei bevindt zich hier. De grootste rivieren die door de oeloes stromen zijn de Jana, Omoloj en Tsjondon in het noorden en de Selennjach, en Oejandina in het zuiden. Ook bevinden zich er veel meren, waarvan het Boestachmeer en het Orotkomeer de grootste zijn.
De gemiddelde temperaturen variëren er tussen -32 en -40 °C in januari en +4 °C (noorden) tot +12 °C (zuiden) in juli. De gemiddelde jaarlijkse neerslag varieert van 150 tot 200 mm in het noorden en 250 tot 300 mm in het zuiden.
De oeloes wordt begrensd door de Laptevzee met de Nieuw-Siberische Eilanden in het noorden, de oeloessen Allaichovski en Abyjski in het oosten, de oeloes Momski in het zuiden, de oeloes Verchojanski in het zuidwesten en de oeloes Boeloenski in het westen.

## Economie en transport
Het gebied is gericht op de rendierhouderij, visserij en bonthandel. Ook vindt er mijnbouw plaats, hetgeen lange tijd verreweg de belangrijkste economische activiteit van de oeloes was. Er bevinden zich lagen goud, tin, wolfraam, kwik, lood, zink en bruinkool in de bodem. De mijnbouw werd grotendeels opgezet na de Tweede Wereldoorlog. In de jaren 90 werden veel goudmijnen gesloten en verdwenen daarmee ook de mijnbouwplaatsen eromheen. De plaatsen Koelar, Omtsjikanda, Tastach, Tenkeli en Vlasovo verdwenen en ook Severny wordt gesloten, of is dat reeds. Bij Depoetatny bevindt zich nog wel enige tinmijnbouw.
De oeloes heeft alleen een wegverbinding tussen Depoetatski en Oest-Koejga die slechts een deel van het seizoen kan worden gebruikt door auto's. De rest van de plaatsen is alleen bereikbaar per onverharde of winterweg. Andere vervoersverbindingen zijn de rivieren en kustwateren en per vliegtuig. Havens aan de Jana zijn (vanaf de monding): Nizjnejansk, Oest-Koejga, Koelar (onbewoond), Kazatsje en Oest-Jansk.

## Plaatsen
De belangrijkste plaatsen; Depoetatski en Oest-Koejga, bevinden zich in het zuiden van de oeloes.
| Plaatsen in de oeloes Oest-Janski |             |            |               |                |                |               |
| Type                              | Naam        | Russisch   | Inwoneraantal | Inwoneraantal  | Inwoneraantal  | Inwoneraantal |
| Type                              | Naam        | Russisch   | (census 2002) | (telling 2001) | (telling 1999) | (census 1989) |
| s                                 | Chajyr      | Хайыр      |               | 494            |                | ± 400         |
| pgt                               | Depoetatski | Депутацкий | 3.602         |                | ± 4.500        | 13.305        |
| s                                 | Joekagir    | Юкагир     |               | 150            |                |               |
| s                                 | Kazatsje    | Казачье    |               | 1.564          |                | ± 1.600       |
| pgt                               | Koelar      | Кулар      | onbewoond     |                |                | 4.657         |
| p                                 | Nizjnejansk | Нижнеянск  | 701           |                | ± 2.500        | 2.502         |
| s                                 | Oejandi     | Уянди      |               | 108            |                |               |
| s                                 | Oest-Jansk  | Усть-Янск  | 328           |                |                | ± 300         |
| p                                 | Oest-Koejga | Усть-Куйга | 1.568         |                | ± 1.900        | 5.342         |
| s                                 | Omtsjikanda | Омчиканда  | onbewoond     |                |                | ± 600         |
| s                                 | Sajylyk     | Сайылык    |               | 1.033          |                | ± 1.300       |
| p                                 | Severny     | Северный   | 77            |                | 911            | 3.922         |
| s                                 | Tastach     | Тастах     | onbewoond     |                |                | ± 600         |
| pgt                               | Tenkeli     | Тенкели    | onbewoond     |                |                | 2.877         |
| s                                 | Toemat      | Тумат      |               | 659            |                | ± 500         |
| pgt                               | Vlasovo     | Власово    | onbewoond     |                |                | 1.922         |

## Bestuurlijke indeling
De oeloes is onderverdeeld in 7 naslegs en 4 possovjets (dorpsraden; Depoetatski, Nizjnejansk, Severny en Oest-Koejga).